# Huzhou
Huzhou (湖州市; pinyin: Húzhōu) er en by på præfekturniveau i provinsen Zhejiang i  det østlige Kina. Præfekturet har et areal på 5.794 km² og en befolkning på 	2.580.000 mennesker og en befolkningstæthed på 	572 indb./km² (2007). Den ligger i det nordlige  Zhenjiang, og passeres af floden Xitiao som nedenfor byen  munder ud i den store sø Tai Hu i Yangtze-deltaet.
Huzhou består af to bydistrikter og tre amter:
- Bydistriktet Wuxing (吴兴区 Wúxīng Qū),
- Bydistriktet Nanxun (南浔区 Nánxún Qū),
- Amtet Changxing (长兴县 Chángxīng Xiàn),
- Amtet Deqing (德清县 Déqīng Xiàn),
- Amtet Anji (安吉县 Ānjí Xiàn).

## Trafik
Kinas rigsvej 104 løber gennem præfekturet. Den begynder i Beijing, løber mod syd via Dezhou  til Jinan, Xuzhou, Nanjing, Hangzhou, Wenzhou og ender i Fuzhou.
Kinas rigsvej 318, en af Folkerepublikken Kinas længste hovedveje, løber også gennem området. Den begynder i Shanghai og fører blandt andet gennem Wuhan og Chengdu på sin vej ind i Tibet og Lhasa og helt frem til en kinesisk grænseovergang til Nepal i Zhangmu.
30°52′N 120°06′Ø / 30.867°N 120.100°Ø